# Elezioni parlamentari in Colombia del 2022
Le elezioni parlamentari in Colombia del 2022 si sono tenute il 13 marzo per il rinnovo del Congresso della Repubblica (Camera dei rappresentanti e Senato della Repubblica).

## Risultati

### Camera dei rappresentanti
- Dati derivanti da sommatoria su base circoscrizionale.

| Liste                                                                | Voti       | %     | Seggi |
| -------------------------------------------------------------------- | ---------- | ----- | ----- |
| Pacto Histórico                                                      | 2 922 409  | 17,62 | 28    |
| Partito Liberale Colombiano                                          | 2 335 426  | 14,08 | 32    |
| Partito Conservatore Colombiano                                      | 2 068 076  | 12,47 | 25    |
| Centro Democratico                                                   | 1 610 442  | 9,71  | 16    |
| Partito Sociale di Unità Nazionale                                   | 1 439 579  | 8,68  | 15    |
| Cambiamento Radicale                                                 | 1 401 486  | 8,45  | 16    |
| Alleanza Verde                                                       | 1 093 836  | 6,59  | 11    |
| Coalizione Centro Esperanza                                          | 467 975    | 2,82  | 2     |
| MIRA - Colombia Justa Libres                                         | 288 617    | 1,74  | 1     |
| Nuovo Liberalismo                                                    | 282 271    | 1,70  | 1     |
| Lega dei Governanti Anticorruzione                                   | 172 342    | 1,04  | 2     |
| Cambiamento Radicale - Colombia Justa Libres - MIRA                  | 136 622    | 0,82  | 1     |
| Partito Conservatore Colombiano - Partito Sociale di Unità Nazionale | 111 497    | 0,67  | 1     |
| Partito Conservatore Colombiano - Centro Democratico                 | 99 138     | 0,60  | 1     |
| Pacto Histórico - Alleanza Verde                                     | 94 872     | 0,57  | 2     |
| Cambiamento Radicale - MIRA                                          | 84 704     | 0,51  | 1     |
| Fuerza Ciudadana                                                     | 71 075     | 0,43  | 1     |
| Partito Liberale Colombiano - Colombia Justa Libres                  | 68 468     | 0,41  | 1     |
| Colombia Renaciente                                                  | 62 490     | 0,38  | 1     |
| Alternativi (AV - PDA)                                               | 60 527     | 0,36  | 2     |
| Partito Sociale di Unità Nazionale - MIRA - Colombia Justa Libres    | 60 412     | 0,36  | –     |
| Cambiamento Radicale - Colombia Justa Libres                         | 58 674     | 0,35  | –     |
| Movimento Indipendente di Rinnovamento Assoluto                      | 56 911     | 0,34  | –     |
| Gente en Movimiento                                                  | 54 933     | 0,33  | 1     |
| Pacto Histórico - Verdi                                              | 54 346     | 0,33  | –     |
| Movimento di Salvezza Nazionale                                      | 38 123     | 0,23  | –     |
| Juntos por Caldas (ASI-D-NL-MIRA)                                    | 36 479     | 0,22  | 1     |
| Altri                                                                | 302 459    | 1,82  | 1     |
| Voti in bianco                                                       | 1 053 480  | 6,35  | –     |
| Circoscrizioni speciali e membri di diritto                          | –          | –     | 25    |
| Totale                                                               | 16 587 669 | 100   | 188   |

- Seggio ottenuto da altre liste: Partito Sociale di Unità Nazionale - Colombia Justa Libres (6.727 voti).
- Con riferimento alle circoscrizioni speciali: i 2 seggi spettanti alla circoscrizione Afro-descendientes sono stati assegnati, uno ciascuno, al Consejo Comunitario de Comunidades Negras Palenque Vereda Las Trescientas y Galapa e al Consejo Fernando Ríos Hidalgo; il seggio spettante alla circoscrizione Indígenas è stato assegnato al Movimento Alternativo Indigeno e Sociale; 16 seggi sono stati assegnati all'interno di circoscrizioni transitorie speciali. Con riferimento ai membri di diritto, 5 sono di spettanza delle FARC; un seggio è assegnato al candidato vicepresidente non eletto (Marelen Castillo).

### Senato
| Liste                                             | Voti       | %     | Seggi |
| ------------------------------------------------- | ---------- | ----- | ----- |
| Pacto Histórico                                   | 2 880 254  | 16,95 | 20    |
| Partito Conservatore Colombiano                   | 2 238 678  | 13,18 | 15    |
| Partito Liberale Colombiano                       | 2 112 528  | 12,43 | 14    |
| Alleanza Verde - Coalizione Centro Esperanza      | 1 958 369  | 11,53 | 13    |
| Centro Democratico                                | 1 949 905  | 11,48 | 13    |
| Cambiamento Radicale                              | 1 609 173  | 9,47  | 11    |
| Partito Sociale di Unità Nazionale                | 1 506 567  | 8,87  | 10    |
| Colombia Justa Libres - MIRA                      | 584 806    | 3,44  | 4     |
| Fuerza Ciudadana                                  | 431 166    | 2,54  | –     |
| Nuovo Liberalismo                                 | 368 345    | 2,17  | –     |
| Estamos Listas Colombia                           | 115 120    | 0,68  | –     |
| Movimiento Nacional Sector Organizado de La Salud | 56 767     | 0,33  | –     |
| Movimento Gente Nuova                             | 37 063     | 0,22  | –     |
| Movimento di Salvezza Nazionale                   | 31 289     | 0,18  | –     |
| Comunes                                           | 25 708     | 0,15  | –     |
| Movimento Unitario Metapolitico                   | 12 165     | 0,07  | –     |
| Voti in bianco                                    | 1 072 401  | 6,31  | –     |
| Circoscrizione Indígenas e membri di diritto      | –          | –     | 8     |
| Totale                                            | 16 990 304 | 100   | 108   |

- I 2 seggi spettanti alla circoscrizione Indígenas sono stati assegnati, uno ciascuno, al Movimento Alternativo Indigeno e Sociale e ad Autorità Indigene della Colombia. Con riferimento ai membri di diritto, 5 seggi sono di spettanza delle FARC; un seggio è assegnato al candidato presidente non eletto (Rodolfo Hernández).